# 玩命鎗火
《玩命鎗火》（英語：Free Fire）是一部2016年英國動作驚悚片，由班·懷特利執導並與艾美·江普共同撰寫劇本、剪輯。電影主演包括布麗·拉森、沙托·科普利、艾米·漢默、席尼·墨菲和傑克·雷諾。
該片最先於2016年9月8日的多倫多國際影展上作全球首映，並在同年的10月16日在倫敦影展上放映。美國由A24定於2017年3月17日上映，而英國則由英國通道影業定於2017年3月31日上映。

## 劇情
故事設定於1978年的美國波士頓，敘述當一群犯罪分子在倉庫中會合交易軍火時，因某環節出錯而使雙方關係產生分歧，為此在倉庫中上演一場火力全開的激烈槍戰。

## 演員
- 布麗·拉森 飾 賈斯汀娜（Justine）
- 沙托·科普利 飾 威農（Vernon）
- 艾米·漢默 飾 歐德（Ord）
- 席尼·墨菲 飾 克里斯（Chris）
- 傑克·雷諾 飾 哈利（Harry）
- 麥克·史麥利（英语：Michael Smiley） 飾 法蘭克（Frank）
- 山姆·萊利 飾 史特瓦（Stevo）
- 諾亞·泰勒 飾 高登（Gordon）
- 安佐·席倫提（英语：Enzo Cilenti） 飾 邦尼（Bernie）
- 巴布·塞賽 飾 馬丁（Martin）

## 發行
2014年10月，演員奧利維亞·魏爾德、路克·伊凡斯、艾米·漢默、席尼·墨菲與麥克·史麥利加入本片的陣容，由班·懷特利擔任導演，並與艾美·江普共同撰寫劇本。電影為懷特利和監製安迪·史塔克的Rook Films公司製作。Film4 Productions也會參與電影的製作和出資。2015年4月，布麗·拉森加入取代魏爾德，因魏爾德的行程與本片有所衝突。而伊凡斯也同樣因故退出。

### 拍攝
正式拍攝於2015年6月8日在東薩塞克斯郡的布萊頓開始進行。拍攝直到2015年7月17日宣布結束。

## 發行

### 評價
爛番茄基於153條評論，新鮮度66%，平均得分6.3/10。在Metacritic上，根據17條評論，平均分為64，代表「普遍良好的評價」。

## 外部連結
- 互联网电影数据库（IMDb）上《玩命鎗火》的资料（英文）
- 爛番茄上《玩命鎗火》的資料（英文）